# Svensson ordnar allt!
Svensson ordnar allt! är en svensk dramafilm från 1938 i regi av Theodor Berthels. 

## Handling
Charles Svensson är änkling med tre söner och en dansk dotter. En dag beslutar han sig för att satsa pengar på en hästkapplöpning, som han vinner ett pris för.

## Om filmen
Filmen premiärvisades 31 januari 1938 på biograferna Rialto och Rival i Stockholm. Filmen spelades vid ASA-Atelieret i Kongens Lyngby Danmark med exteriörer från Stockholm och Göteborgs hamn av Karl Andersson. Som förlaga har man filmmanuskript till den danska filmen En fuldendt Gentleman som skrevs av Osvald Helmuth Herbert Pedersen, Carl Viggo Meincke och Flemming Geill 1937.

## Roller
- Thor Modéen - Charles Svensson, slaktare och ägare till charkuteributik, änkling
- Sally Palmblad - Svea Berg, pianolärarinna
- Karin Albihn - Greta Berg, sömmerska, hennes syster
- Oscar Törnblom - baron Henry Falkenstierna
- Connie Meiling - Mary, Charles Svenssons dotter
- Gabriel Rosén - Torsten Degerud, gäst på herrgårdspensionatet
- Maja Gadelius - Ulla Platen, gäst på pensionatet
- Rolf Botvid - greve Tage Örneborg, gäst på pensionatet
- Georg af Klercker - greve Casimir Örneborg, byrådirektör, Tages far
- Helga Hallén - uppasserska på pensionatet
- Olga Hellquist - fru Harpe, kund i charkuteributiken
- Jullan Kindahl - värdshusvärdinnan
- Nils Johannisson - hovmästaren på herrgårdspensionatet
- Helle Winther - pojken med kattungen

## Musik i filmen
- Jeg vil ud (Jag vill ut) kompositör Victor Cornelius, text Carl Viggo Meincke, sång Sally Palmblad
- I ett hörn i en gammal krog  (Ett bord för två) kompositör Victor Cornelius, text Carl Viggo Meincke, sång Sally Palmblad
- Det har en mægtig Fremtid for sig kompositör Willy Kierulff, text Flemming Geill och Osvald Helmuth, instrumental.
- Fidarullalaj kompositör Willy Kierulff, text Flemming Geill och Osvald Helmuth, instrumental.
- Komme hvad der komme vil kompositör Willy Kierulff, text Flemming Geill och Osvald Helmuth, instrumental.
- Monte Carlo kompositör Victor Cornelius, instrumental.
- Varför är lyckan så nyckfull? kompositör Karen Jønsson, text Carl Viggo Meincke, instrumental.

## DVD
Filmen gavs ut på DVD 2014.